# کهالو
کهالو (به لاتین: Kahaloo) یک منطقهٔ مسکونی در بنگلادش است که در ناحیه بوگرا واقع شده‌است. کهالو ۲۴۰٫۴۲ کیلومتر مربع مساحت و ۲۲۲٬۳۷۶ نفر جمعیت دارد.